# 刺叶石楠
刺叶石楠（学名：Photinia prionophylla）为蔷薇科石楠属的植物，是中国的特有植物。分布在中国大陆的云南等地，生长于海拔2,500米至3,300米的地区，见于向阳干燥多石山坡及路边灌木丛中，目前尚未由人工引种栽培。

## 异名
- Photinia prionophylla (Franch.) Schneid. var. nudifolia Hand.-Mazz.